# 御宿站
御宿站（日语：／ Onjuku eki */?）是位於千葉縣夷隅郡御宿町須賀195號，東日本旅客鐵道（JR東日本）的外房線車站。長者町站至本站之間為單線區間，而本站至勝浦站之間為雙線區間。

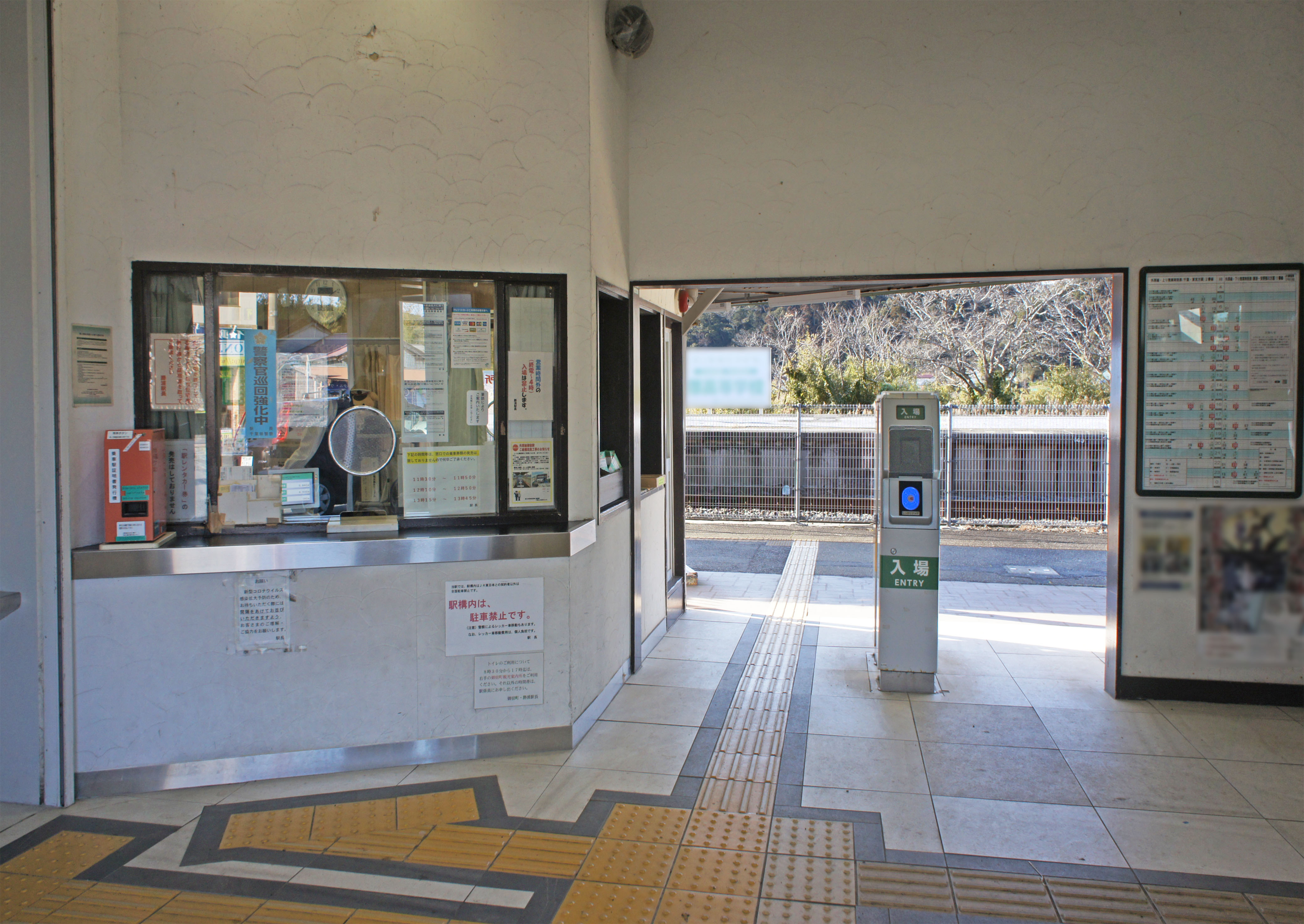
驗票口（2022年2月）

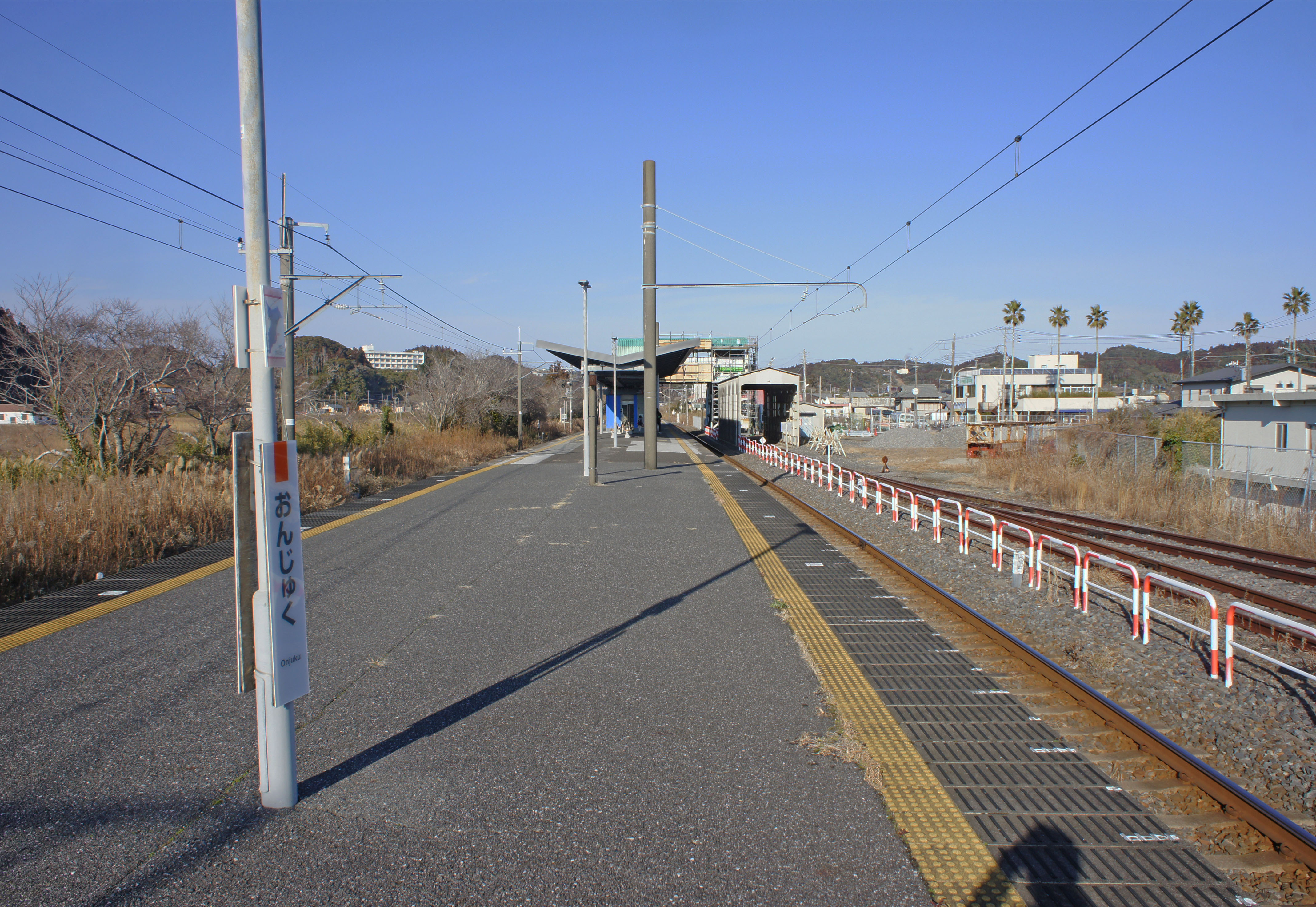
月台（2022年2月）

## 歷史
- 1913年（大正2年）6月20日：車站啟用[1]。
- 1987年（昭和62年）4月1日：伴隨國鐵分割民營化，車站由東日本旅客鐵道（JR東日本）營運[1]。
- 1995年（平成7年）11月26日：勝浦站至此站之間成為雙線鐵路[1]。
- 2009年（平成21年）3月14日：此站可以使用IC卡「Suica」[2]。成為東京近郊區間區域內[2]。
- 2013年（平成25年）3月16日：所有特急「若湖」均停靠此站[3]。

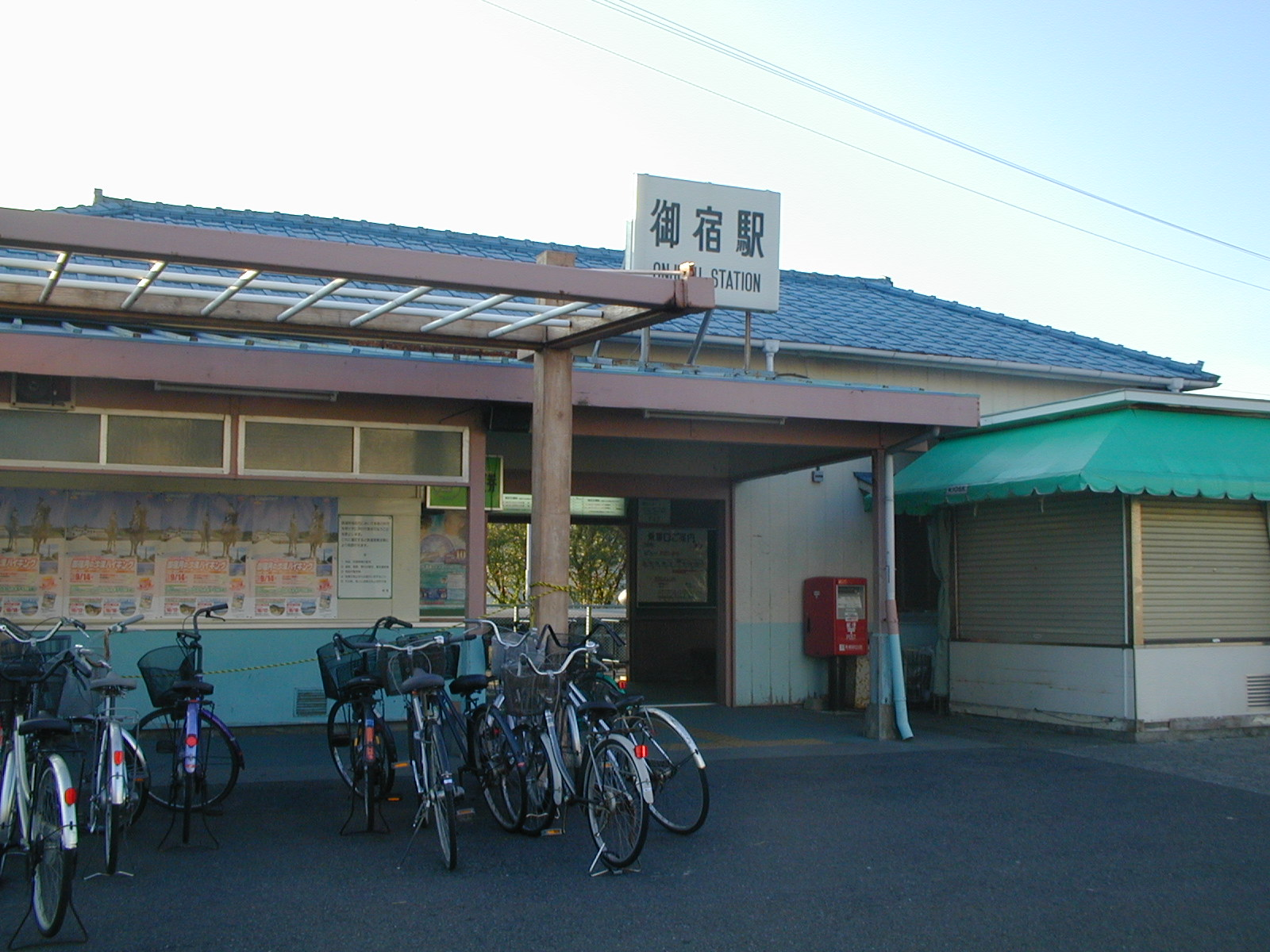
站名牌變更前的車站（2003年9月）
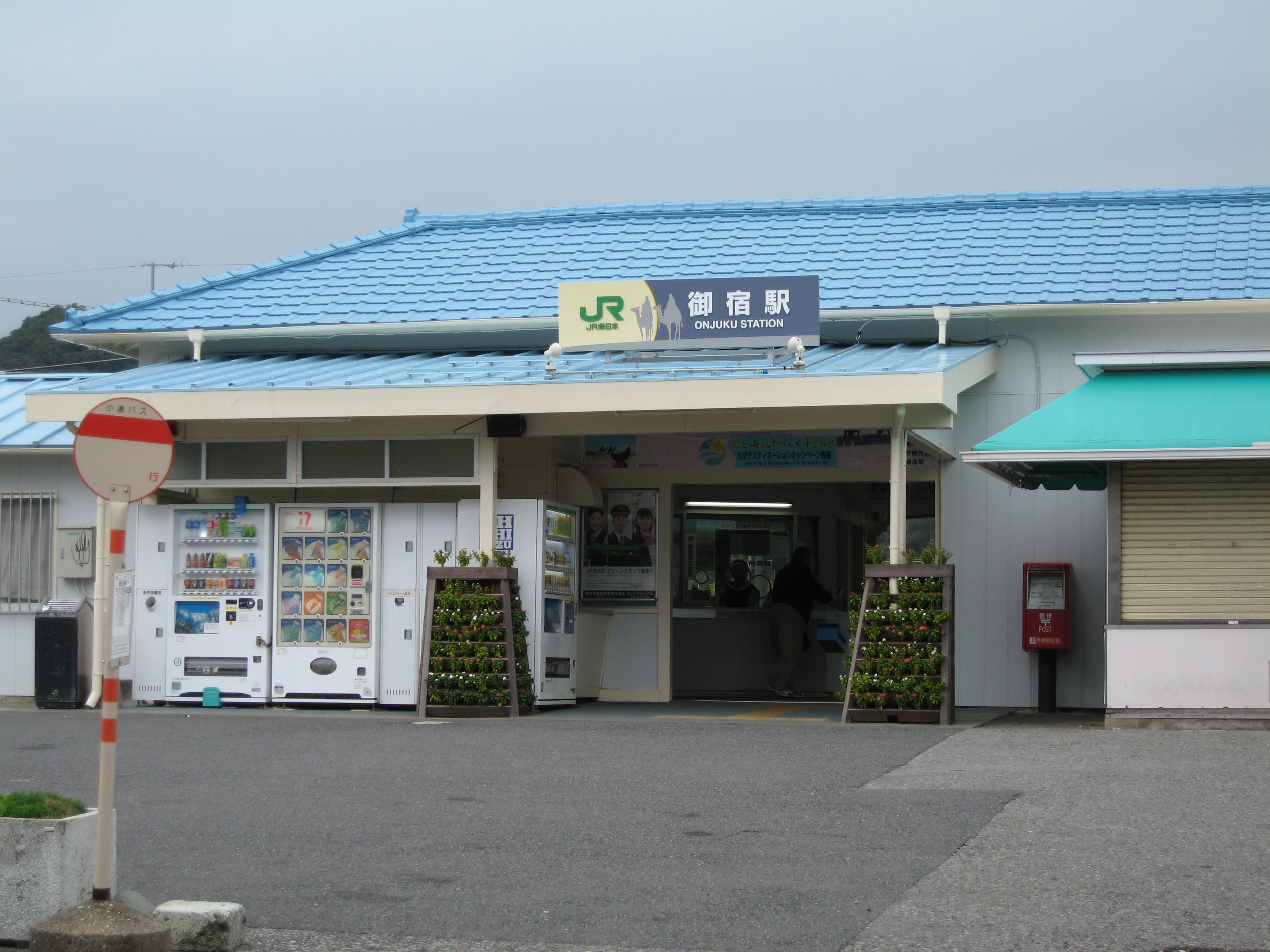
翻新前的車站（2006年11月）

## 車站構造
本站是地面車站，設有1面2線的島式月台。月台沒有提高高度，站房與月台之間設有跨線橋連接。本站為木造站房，現時經過翻新後，外牆塗上新裝。另外，在站名牌上設有月之沙漠圖案。在月台中央靠近千葉一方設有海女像。
此站是由勝浦站管理的業務委託車站，委托JR東日本車站服務負責車站業務。此站設有綠色窗口（營業時間 7：05 - 17：50）、1台自動售票機（可支援Suica）、簡易Suica閘機。在沒有車站職員的時段，便會設置乘車站證明票發行機。在2012年9月前，綠色窗口會營業至晚上8時，隨後直至尾班車到達前設有車站職員進行檢票和補票業務。現時車站在17：50以後沒有職員當值，乘客可使用自動售票機，但是出閘時當Suica車費不足之際，不可以進行補票或增值。
在2010年（平成22年）2月10日起，引入了外房線PRC型自動廣播系統。

### 月台
| 月台 | 路線    | 上下行 | 方向               |
| ---- | ------- | ------ | ------------------ |
| 1    | ■外房線 | 下行   | 勝浦、安房鴨川方向 |
| 2    | ■外房線 | 上行   | 千葉、東京方向     |

參考
月台可容納11卡編成的列車。在1998年12月修正前，總武快速線會駛入此站。

## 使用狀況
在2019年（令和元年）度1日平均乘車人次為522人，以下為乘車人次變化列表：
| 乘車人次變化       | 乘車人次變化     | 乘車人次變化 |
| 年度               | 1日平均 乘車人次 | 參考資料     |
| ------------------ | ---------------- | ------------ |
| 1990年（平成02年） | 1,402            | [ * 1 ]      |
| 1991年（平成03年） | 1,407            | [ * 2 ]      |
| 1992年（平成04年） | 1,442            | [ * 3 ]      |
| 1993年（平成05年） | 1,358            | [ * 4 ]      |
| 1994年（平成06年） | 1,366            | [ * 5 ]      |
| 1995年（平成07年） | 1,318            | [ * 6 ]      |
| 1996年（平成08年） | 1,218            | [ * 7 ]      |
| 1997年（平成09年） | 1,124            | [ * 8 ]      |
| 1998年（平成10年） | 1,066            | [ * 9 ]      |
| 1999年（平成11年） | 1,040            | [ * 10 ]     |
| 2000年（平成12年） | 1,027            | [ * 11 ]     |
| 2001年（平成13年） | 1,002            | [ * 12 ]     |
| 2002年（平成14年） | 916              | [ * 13 ]     |
| 2003年（平成15年） | 868              | [ * 14 ]     |
| 2004年（平成16年） | 847              | [ * 15 ]     |
| 2005年（平成17年） | 773              | [ * 16 ]     |
| 2006年（平成18年） | 727              | [ * 17 ]     |
| 2007年（平成19年） | 703              | [ * 18 ]     |
| 2008年（平成20年） | 681              | [ * 19 ]     |
| 2009年（平成21年） | 650              | [ * 20 ]     |
| 2010年（平成22年） | 639              | [ * 21 ]     |
| 2011年（平成23年） | 593              | [ * 22 ]     |
| 2012年（平成24年） | 599              | [ * 23 ]     |
| 2013年（平成25年） | 618              | [ * 24 ]     |
| 2014年（平成26年） | 593              | [ * 25 ]     |
| 2015年（平成27年） | 608              | [ * 26 ]     |
| 2016年（平成28年） | 599              | [ * 27 ]     |
| 2017年（平成29年） | 566              | [ * 28 ]     |
| 2018年（平成30年） | 564              | [ * 29 ]     |
| 2019年（令和元年） | 522              |              |

## 車站周邊

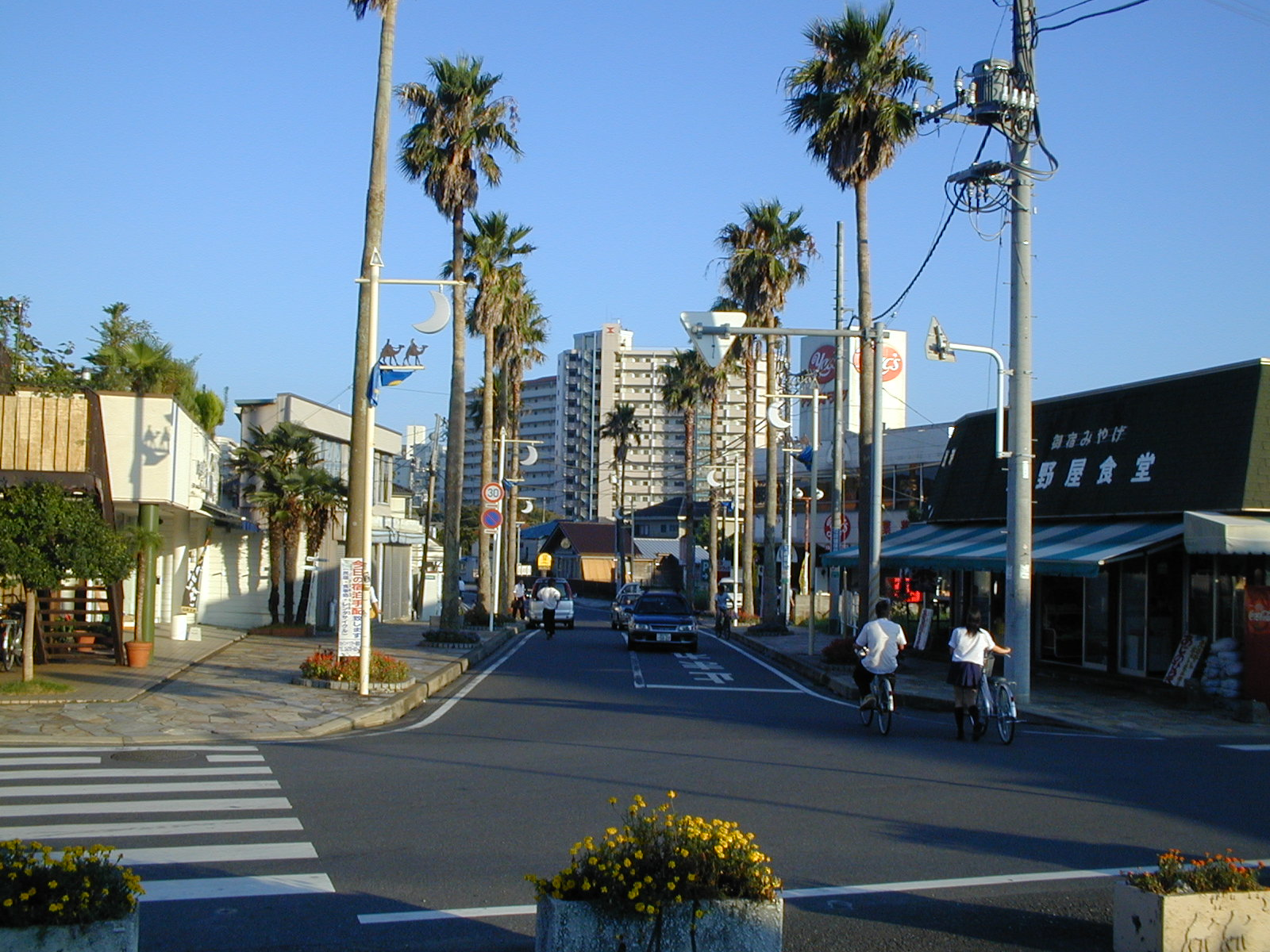
御宿站前通（2003年9月9日）

- 國道128號（日语：国道128号）
- 千葉縣道176號夷隅御宿線（日语：千葉県道176号夷隅御宿線）
- 千葉縣道232號御宿停車場線（日语：千葉県道232号御宿停車場線）

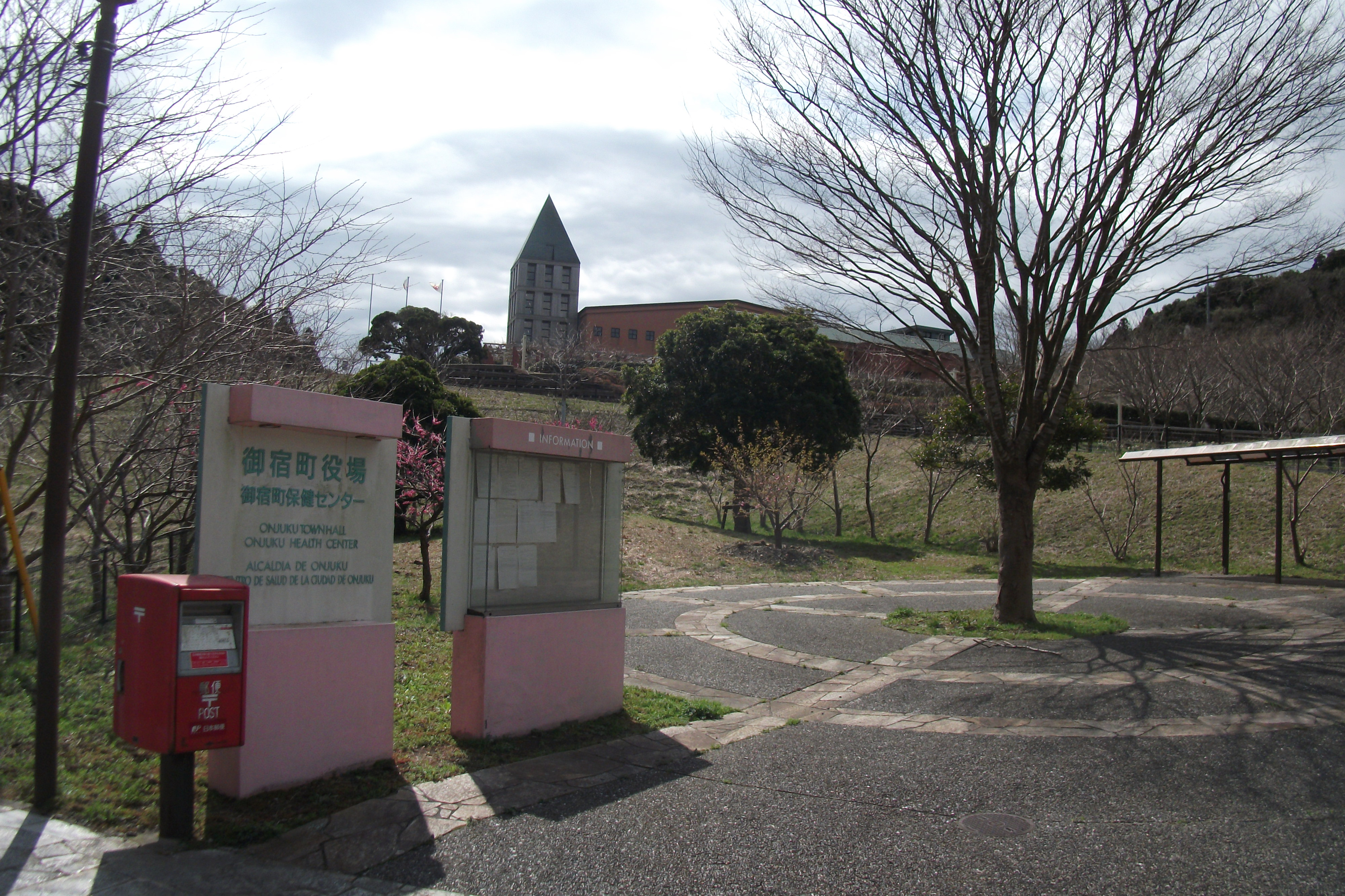
御宿町公所
- 冨士大石寺顯正會南房會館
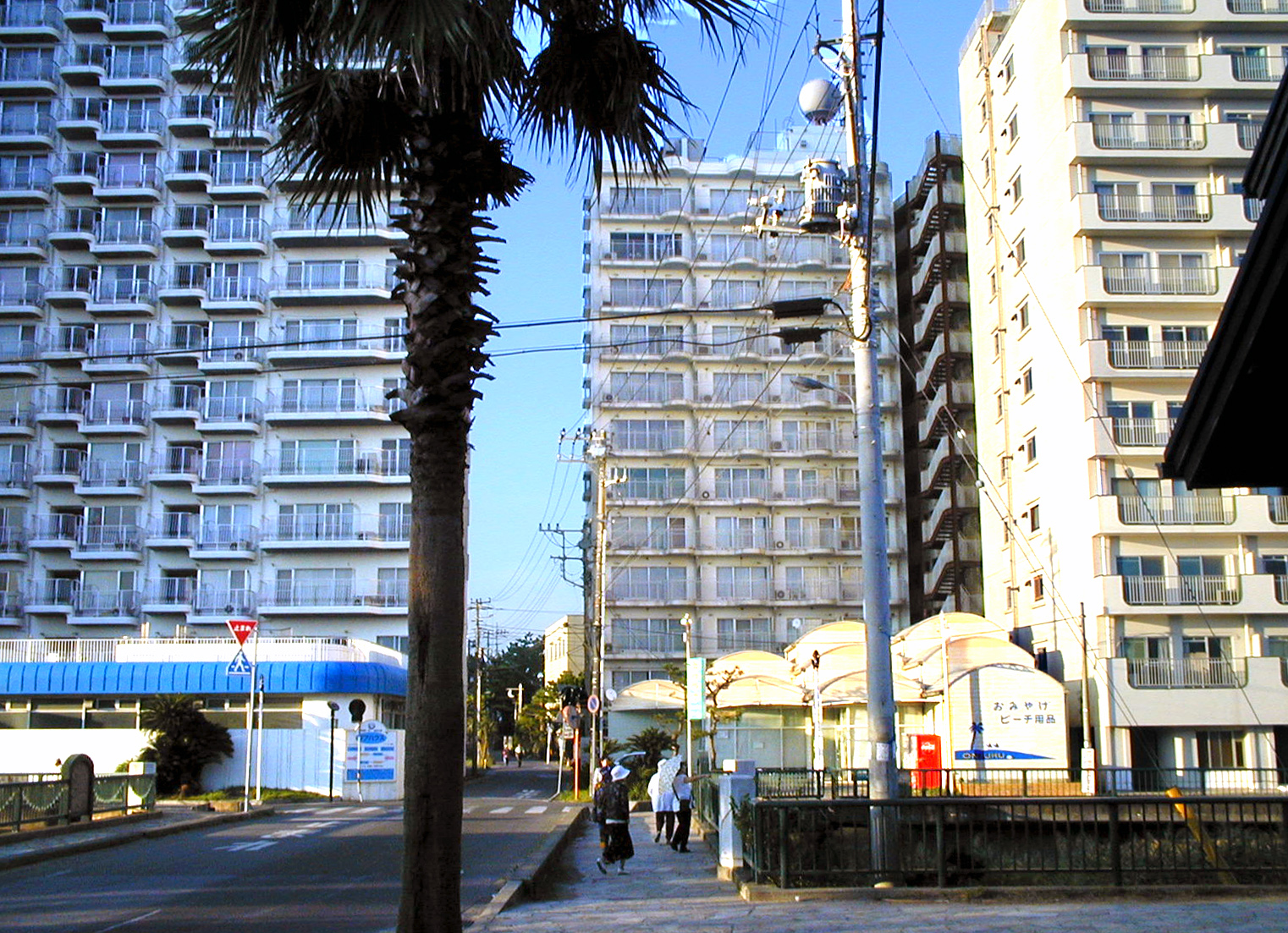
御宿郵局（日语：御宿郵便局）
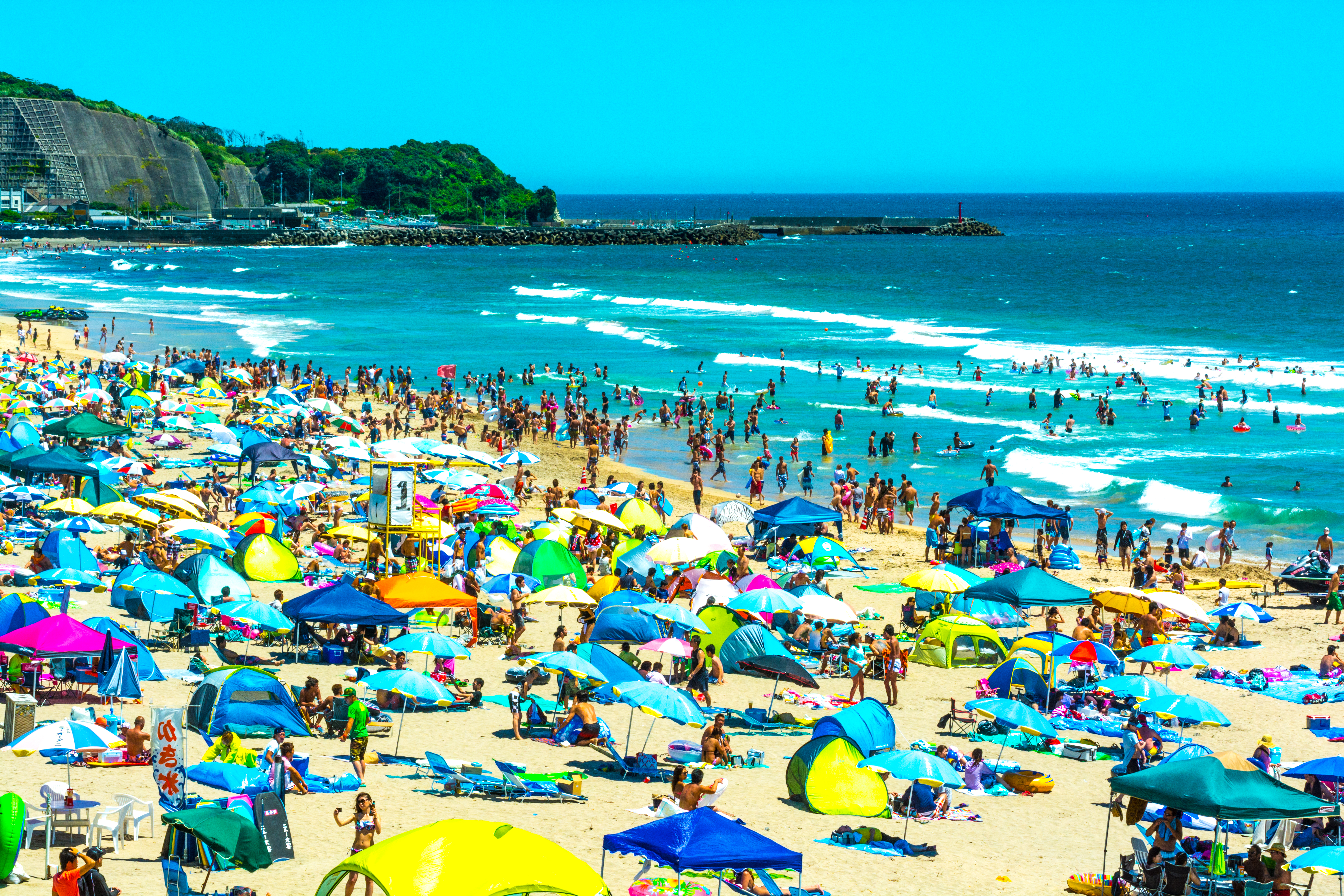
中央國際高等學校 （中央高等學院（日语：中央高等学院）之提攜通信制高校。使用舊御宿高校（日语：千葉県立御宿高等学校）遺址）
- 御宿町立御宿小學
- 御宿町立御宿中學
- 月之沙漠紀念館（日语：月の沙漠#月の沙漠記念館）
- 御宿町歷史民俗資料館
- 御宿漁港
- 御宿海岸（日语：御宿海岸）、御宿中央海灘（月之沙漠（日语：月の沙漠））
- 岩和田海灘
- 濱海灘
- 御宿溫泉
- 大谷屋超級市場
- 南房總、御宿西武綠城

- 御宿町公所
- 御宿海岸
- 御宿中央海灘

## 巴士路線
| 乘車處 | 系統 | 主要途經                         | 目的地             | 巴士公司                   | 備註    |
| ------ | ---- | -------------------------------- | ------------------ | -------------------------- | ------- |
| 御宿站 | 勝08 | 御宿港、部原三又、勝浦若潮高校前 | 勝浦站             | 小湊鐵道                   | 每日2班 |
| 御宿站 | 勝09 | 御宿港、部原、勝浦市政廳         | 勝浦站             | 小湊鐵道                   |         |
| 御宿   |      | 市原鶴舞巴士總站                 | 東京站八重洲出口前 | 小湊鐵道 日東交通 京成巴士 |         |

- 乘車處 = 御宿 ： 御宿公民館前
- 前往東京站八重洲出口前的高速巴士路線會途經東京灣跨海公路，在市原鶴舞巴士站轉乘巴士前往羽田機場和橫濱方向。

## 相鄰車站
東日本旅客鐵道（JR東日本）
■外房線
- 特急「若潮」停車站

■快速、■普通（各站停車）
浪花－御宿－勝浦

## 注腳

### 使用狀況
1. ↑  千葉縣統計年鑑 （页面存档备份，存于）（日語） - 千葉縣

JR東日本2000年度以後的乘車人次
1. ↑  各駅の乗車人員（2000年度） （页面存档备份，存于）（日語） - JR東日本
2. ↑  各駅の乗車人員（2001年度） （页面存档备份，存于）（日語） - JR東日本
3. ↑  各駅の乗車人員（2002年度） （页面存档备份，存于）（日語） - JR東日本
4. ↑  各駅の乗車人員（2003年度） （页面存档备份，存于）（日語） - JR東日本
5. ↑  各駅の乗車人員（2004年度） （页面存档备份，存于）（日語） - JR東日本
6. ↑  各駅の乗車人員（2005年度） （页面存档备份，存于）（日語） - JR東日本
7. ↑  各駅の乗車人員（2006年度） （页面存档备份，存于）（日語） - JR東日本
8. ↑  各駅の乗車人員（2007年度） （页面存档备份，存于）（日語） - JR東日本
9. ↑  各駅の乗車人員（2008年度） （页面存档备份，存于）（日語） - JR東日本
10. ↑  各駅の乗車人員（2009年度） （页面存档备份，存于）（日語） - JR東日本
11. ↑  各駅の乗車人員（2010年度） （页面存档备份，存于）（日語） - JR東日本
12. ↑  各駅の乗車人員（2011年度） （页面存档备份，存于）（日語） - JR東日本
13. ↑  各駅の乗車人員（2012年度） （页面存档备份，存于）（日語） - JR東日本
14. ↑  各駅の乗車人員（2013年度） （页面存档备份，存于）（日語） - JR東日本
15. ↑  各駅の乗車人員（2014年度） （页面存档备份，存于）（日語） - JR東日本
16. ↑  各駅の乗車人員（2015年度） （页面存档备份，存于）（日語） - JR東日本
17. ↑  各駅の乗車人員（2016年度） （页面存档备份，存于）（日語） - JR東日本
18. ↑  各駅の乗車人員（2017年度） （页面存档备份，存于）（日語） - JR東日本
19. ↑  各駅の乗車人員（2018年度） （页面存档备份，存于）（日語） - JR東日本
20. ↑  各駅の乗車人員（2019年度） （页面存档备份，存于）（日語） - JR東日本

千葉縣統計年鑑
1. ↑  千葉縣統計年鑑（平成3年） （页面存档备份，存于）（日語）
2. ↑  千葉縣統計年鑑（平成4年） （页面存档备份，存于）（日語）
3. ↑  千葉縣統計年鑑（平成5年） （页面存档备份，存于）（日語）
4. ↑  千葉縣統計年鑑（平成6年） （页面存档备份，存于）（日語）
5. ↑  千葉縣統計年鑑（平成7年） （页面存档备份，存于）（日語）
6. ↑  千葉縣統計年鑑（平成8年） （页面存档备份，存于）（日語）
7. ↑  千葉縣統計年鑑（平成9年） （页面存档备份，存于）（日語）
8. ↑  千葉縣統計年鑑（平成10年） （页面存档备份，存于）（日語）
9. ↑  千葉縣統計年鑑（平成11年） （页面存档备份，存于）（日語）
10. ↑  千葉縣統計年鑑（平成12年） （页面存档备份，存于）（日語）
11. ↑  千葉縣統計年鑑（平成13年） （页面存档备份，存于）（日語）
12. ↑  千葉縣統計年鑑（平成14年） （页面存档备份，存于）（日語）
13. ↑  千葉縣統計年鑑（平成15年） （页面存档备份，存于）（日語）
14. ↑  千葉縣統計年鑑（平成16年） （页面存档备份，存于）（日語）
15. ↑  千葉縣統計年鑑（平成17年） （页面存档备份，存于）（日語）
16. ↑  千葉縣統計年鑑（平成18年） （页面存档备份，存于）（日語）
17. ↑  千葉縣統計年鑑（平成19年） （页面存档备份，存于）（日語）
18. ↑  千葉縣統計年鑑（平成20年） （页面存档备份，存于）（日語）
19. ↑  千葉縣統計年鑑（平成21年） （页面存档备份，存于）（日語）
20. ↑  千葉縣統計年鑑（平成22年） （页面存档备份，存于）（日語）
21. ↑  千葉縣統計年鑑（平成23年） （页面存档备份，存于）（日語）
22. ↑  千葉縣統計年鑑（平成24年） （页面存档备份，存于）（日語）
23. ↑  千葉縣統計年鑑（平成25年） （页面存档备份，存于）（日語）
24. ↑  千葉縣統計年鑑（平成26年） （页面存档备份，存于）（日語）
25. ↑  千葉縣統計年鑑（平成27年） （页面存档备份，存于）（日語）
26. ↑  千葉縣統計年鑑（平成28年） （页面存档备份，存于）（日語）
27. ↑  千葉縣統計年鑑（平成29年） （页面存档备份，存于）（日語）
28. ↑  千葉縣統計年鑑（平成30年） （页面存档备份，存于）（日語）
29. ↑  千葉縣統計年鑑（令和元年） （页面存档备份，存于）（日語）

## 外部連結
- 車站資訊（御宿）：東日本旅客鐵道（日語）